# 桂阳县 (西汉)
桂阳县，中国古县名。
汉朝时置，治所在今广东省连州市。因处桂山之南，故名。自汉至南朝陈，历属桂阳郡、始兴郡、阳山郡。隋朝先后为连州、熙平郡治。唐朝、宋朝时为连州治。元朝至元十九年（1282年），升为桂阳州。